# Halterofilismo nos Jogos Olímpicos de Verão da Juventude de 2010 - Mais de 85 kg masculino
A competição da categoria mais de 85 kg masculino do halterofilismo nos Jogos Olímpicos de Verão da Juventude de 2010 foi disputada no dia 19 de agosto, às 11:00 (UTC+8), no Toa Payoh Sports Hall, em Cingapura. Sete halterofilistas participaram deste evento, limitado a atletas com peso corporal superior a 85 kg.
Cada competidor realizou os movimentos de arranque e arremesso, com o resultado final sendo a soma do maior peso levantado em cada movimento. O atleta tinha o direito de realizar três tentativas em cada movimento, sendo que as duas piores eram descartadas.

## Medalhistas
| Ouro   | IRI Alireza Kazeminejad |
| Prata  | ARM Gor Minassian       |
| Bronze | EGY Hassan Mohamed      |

## Resultados
| Pos.              | Atleta                  | Peso corporal (kg) | Arranque (kg) | Arranque (kg) | Arranque (kg) | Arranque (kg) | Arremesso (kg) | Arremesso (kg) | Arremesso (kg) | Arremesso (kg) | Total (kg) |
| Pos.              | Atleta                  | Peso corporal (kg) | 1             | 2             | 3             | Res.          | 1              | 2              | 3              | Res.           | Total (kg) |
| ----------------- | ----------------------- | ------------------ | ------------- | ------------- | ------------- | ------------- | -------------- | -------------- | -------------- | -------------- | ---------- |
| Medalha de ouro   | IRI Alireza Kazeminejad | 155,82             | 148           | 155           | 160           | 155           | 190            | 196            | ---            | 196            | 351        |
| Medalha de prata  | ARM Gor Minassian       | 123,02             | 155           | 155           | 160           | 160           | 190            | 190            | 195            | 190            | 350        |
| Medalha de bronze | EGY Hassan Mohamed      | 102,19             | 140           | 145           | 150           | 150           | 170            | 180            | 185            | 180            | 330        |
| 4                 | TUR Melih Akin          | 94,46              | 132           | 132           | 135           | 132           | 167            | 172            | 177            | 177            | 309        |
| 5                 | IRQ MK Sabaawi          | 96,47              | 130           | 133           | 137           | 137           | 160            | 160            | 160            | 160            | 303        |
| 6                 | MEX Moises Sotelo       | 119,99             | 125           | 125           | 132           | 132           | 157            | 166            | 166            | 157            | 289        |
| 7                 | GUA Felipe Mansilla     | 140,11             | 100           | 105           | 105           | 105           | 118            | 118            | 127            | 118            | 223        |